# AKN Eisenbahn
Die AKN Eisenbahn GmbH (Altona-Kaltenkirchen-Neumünster Eisenbahn GmbH; bis zum 12. Juni 2018 AKN Eisenbahn AG) ist ein seit 1883 bestehendes regionales Eisenbahnverkehrsunternehmen und Eisenbahninfrastrukturunternehmen mit Sitz in Kaltenkirchen. Sie betreibt Strecken in Schleswig-Holstein und Hamburg. Diese Länder sind auch Anteilseigner und besitzen je die Hälfte der Gesellschaft.

## Profil

Netz der AKN in Holstein und Hamburg

Die AKN betreibt vertakteten Personenverkehr als Eisenbahn-Verkehrsunternehmen auf einem normalspurigen Streckennetz zwischen Hamburg, Neumünster, Elmshorn, Henstedt-Ulzburg und Norderstedt. Insbesondere in Hamburg und dem angrenzenden Umland fährt die AKN in einem schnellbahnähnlichen Verkehr (während der Hauptverkehrszeiten teilweise im 10-Minuten-Takt) mit direktem Anschluss an U- und S-Bahnen. Auf weiter von der Großstadt entfernten Strecken ähnelt der Betrieb hingegen mehr dem einer Regionalbahn. Im Jahr befördert die AKN etwa 7,8 Millionen Fahrgäste (2020) und leistet 2,6 Millionen Zugkilometer (2013).
Das Unternehmen ist mit 50 Prozent Anteil auch Eigentümer der Nordbahn Eisenbahngesellschaft, die ausgehend von Hamburger Bahnhöfen im Auftrag der Länder Hamburg und Schleswig-Holstein Personennahverkehr auf Teilen der Bahnstrecke Hamburg-Altona–Kiel (bis Wrist) und der Marschbahn (bis Itzehoe) sowie auf den Bahnstrecken Bad Oldesloe – Neumünster, Neumünster – Heide und Heide – Büsum betreibt.
Der Betrieb ist Mitglied im Tarifverband der Bundeseigenen und Nichtbundeseigenen Eisenbahnen in Deutschland (TBNE) und Verbundunternehmen im Hamburger Verkehrsverbund (HVV).
Die AKN baut und unterhält weiterhin Eisenbahn-Infrastruktur in Schleswig-Holstein und Hamburg. Die von den Personentriebzügen der AKN genutzten Strecken Hamburg–Neumünster und Elmshorn–Henstedt-Ulzburg sind im Besitz des Unternehmens und werden zusammen mit der im Besitz der Stadt Norderstedt stehenden Alsternordbahn von ihm betrieben und unterhalten. Daneben gibt es Eisenbahn-Infrastruktur der AKN, die vorwiegend von anderen Eisenbahn-Verkehrsunternehmen genutzt wird. Dazu gehören unter anderem:
- der Bahnhof Fehmarn-Burg
- Abschnitt Kiel Süd (Ss) – Schönberger Strand der Bahnstrecke Kiel Süd–Schönberger Strand, bis 2023 nur bis Schönberg (Holst)[4]
- ab 2017 neu errichtete Zugbildungsanlagen für die Hamburger S-Bahn in Hamburg-Eidelstedt und Hamburg-Stellingen

## Geschichte

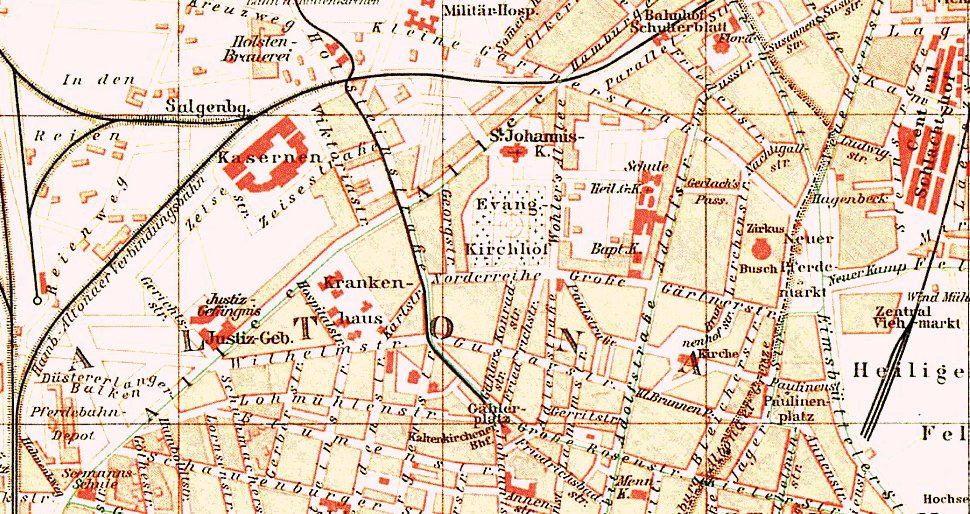
Kaltenkirchener Bahnhof am Gählerplatz (südlich der heutigen Gählerstraße) in Altona von 1884 bis 1893, Kartenausschnitt um 1890

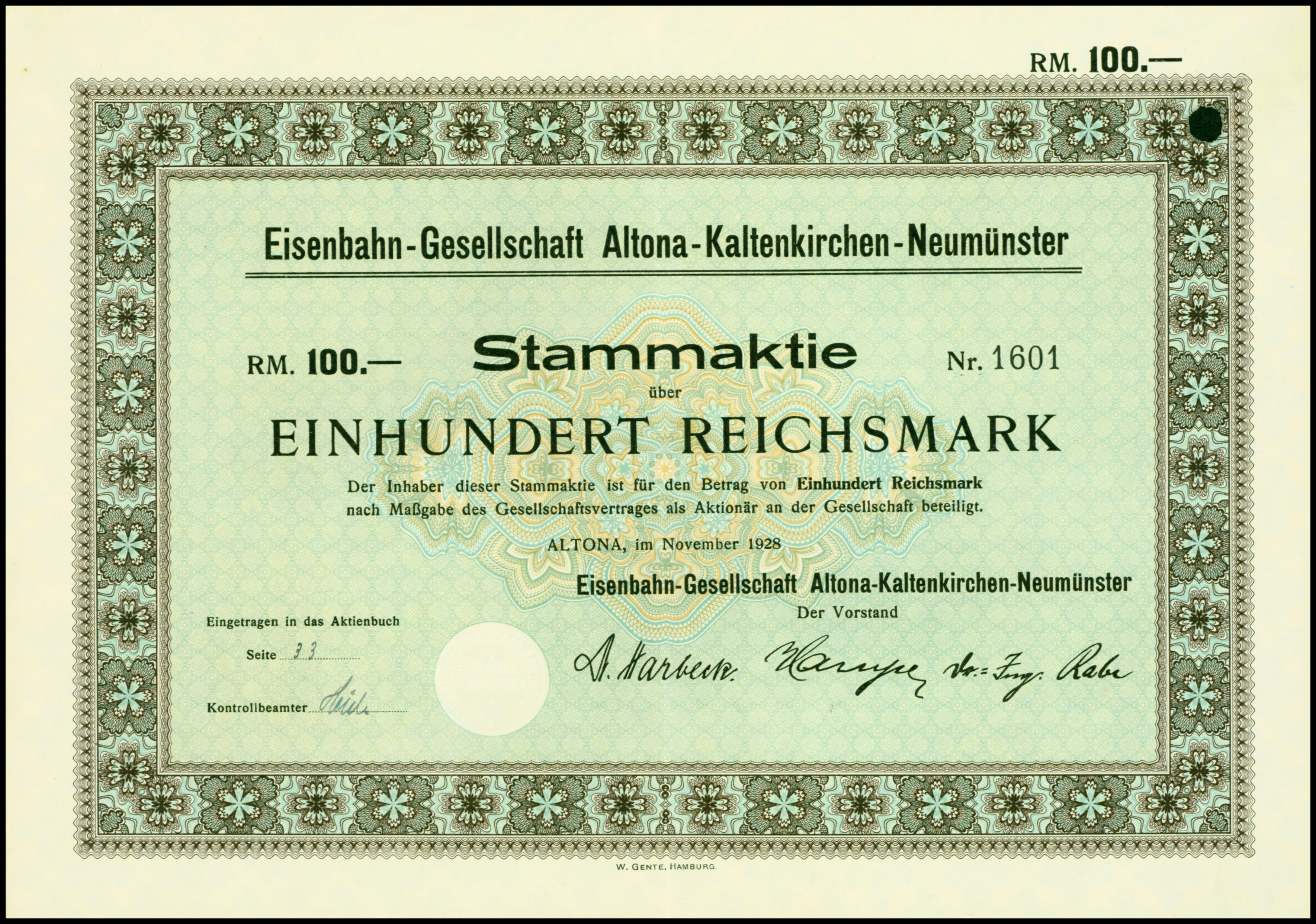
Aktie über 100 RM der Eisenbahn-Gesellschaft Altona-Kaltenkirchen-Neumünster vom November 1928

Im Jahr 1879 regte die Altonaer H. K. Notnagel & Co. als Pächter des bei Quickborn befindlichen Himmelmoores, wo Torf als Heizmittel abgebaut wurde, den Bau einer Eisenbahn zur Beförderung des Torfs an. Die Gemeinden Quickborn und Kaltenkirchen sowie die damals noch selbstständige Stadt Altona unterstützten dieses Vorhaben. Nach Gründung der Altona-Kaltenkirchener Eisenbahn-Gesellschaft (AKE) im Jahr 1883 und Zusage des Kaisers am 27. April 1883 begannen bereits im Herbst 1883 die Bauarbeiten für diese neue Eisenbahn. Am 8. September 1884 wurde der Personenverkehr auf der Strecke vom Gählerplatz (südlich der heutigen Gählerstraße) in Altona nach Kaltenkirchen eröffnet, am 24. November desselben Jahres folgte der Güterverkehr. Die Trasse verlief damals zwischen Quickborn und Hamburg noch direkt an bzw. auf der Kieler Straße und Holsteiner Chaussee. Die Aktien wurden von der Stadt Altona, den Gemeinden Quickborn, Ulzburg und Kaltenkirchen und von der Baufirma Kintzel & Lauser gehalten.
Am 1. März 1915 erfolgte die Umfirmierung in Eisenbahn-Gesellschaft Altona-Kaltenkirchen-Neumünster.
Der Bahnverkehr der 1954 aus der Bergedorf-Geesthachter Eisenbahn (BGE) mit der kurz vorher übernommenen Verkehrsbetriebe des Kreises Stormarn (VKSt) entstandenen Verkehrsbetriebe Hamburg-Holstein AG (VHH) wurde durch Vertrag vom 6. Juni 1956 mit Wirkung zum 1. Januar 1956 von der AKN übernommen, um die Betriebsteile Eisenbahn und Busverkehr zu trennen und den so zusammengefassten Eisenbahnbetrieb rationeller durchführen zu können. Die beweglichen Anlagenteile kaufte die AKN von der VHH, die unbeweglichen wie Streckennetz und die Bahnhöfe wurden gepachtet. Besonders die Billwerder Industriebahn wurde nun als Betriebsteil Güter- und Industriebahnen Billbrook (GIB) zum Haupteinsatzgebiet der AKN im Güterverkehr. AKN und VHH wurden durch eine Verwaltungsgemeinschaft geführt, die bis in die 1990er Jahre in der Grusonstraße in Billbrook bestand. Hier befand sich auch der Sitz und die Lagerräume des für den ergänzenden Güterverkehr auf der Straße zuständigen Tochterunternehmens Güterkraftverkehr Hamburg-Holstein GmbH (GÜHH), das 1962 gegründet wurde. 1990 wurden bei dieser Spedition und Lagerei 40 Beschäftigte eingesetzt, 30 Lastwagen waren für den Verkehr im Nah- und Fernverkehr unterwegs. Anfang der 2000er Jahre waren es noch 30 Beschäftigte und 13 eigene Fahrzeuge, daneben gab es verschiedene Subunternehmen.
1981 übernahm die AKN die ebenfalls im HVV betriebene Alsternordbahn GmbH (ANB) und die Elmshorn-Barmstedt-Oldesloer Eisenbahn AG (EBOE). Für die ANB hatte die AKN die Betriebsführung schon seit Beginn 1953 inne, bei der EBOE seit 1957. 1992 wurde die Alsternordbahn an die städtische Verkehrsgesellschaft Norderstedt (VGN) verkauft, der Betrieb und der Unterhalt wird aber weiterhin von der AKN durchgeführt.
Bis zur Umwandlung in eine Gesellschaft mit beschränkter Haftung mit Wirkung vom 13. Juni 2018 firmierte die Gesellschaft als Aktiengesellschaft.

## Streckennetz
Die AKN betreibt als Eisenbahninfrastrukturunternehmen folgende Eisenbahnstrecken bzw. Streckenabschnitte:
- Hamburg-Eidelstedt – Neumünster
- Norderstedt Mitte – Ulzburg Süd
- Elmshorn – Henstedt-Ulzburg
- Hamburg-Bergedorf – Geesthacht
- Güter- und Industriebahnen Billbrook (GIB)
- Kiel-Gaarden – Schönberg (Holst)
- Rendsburg – Rendsburg-Seemühlen[13]

Außerdem betreibt sie den Güterbahnhof Industriegebiet Hamburg Ost mitsamt mehrerer Industriestammgleise sowie innerhalb des Bahnhofs das Streckengleis der Bahnstrecke Hamburg-Tiefstack – Glinde.

## Liniennetz
Die Stammstrecke der AKN ist die Bahnstrecke Hamburg-Altona – Kaltenkirchen – Bad Bramstedt – Neumünster.
Die AKN ist seit Anbeginn teilnehmendes Verkehrsunternehmen im 1965 gegründeten Hamburger Verkehrsverbund (HVV). Im Hamburger Schnellbahnnetz werden die AKN-Linien neben den U-Bahn-Linien (U), S-Bahn-Linien (S) und Regionalbahnen (R) mit einem orangefarbenen „A“ gekennzeichnet. Auf Netzplänen, die nur die AKN-Linien zeigen, und bei Veröffentlichungen unabhängig vom HVV, werden jedoch separate Farben verwendet: Rot für die A 1, Grün für die A 2 und Dunkelblau für die A 3.
Im nahezu gesamten Streckennetz (ab Boostedt seit 2002) gilt der Tarif des HVV, ansonsten der Schleswig-Holstein-Tarif. Außerdem gibt es einen Anstoßtarif für den Wechselverkehr mit der Deutschen Bahn AG.
| Linie | Linie | Länge     | Strecke | Haltestellen |
| ----- | ----- | --------- | --- | --- |
|       |       | 22,709 km | Hamburg-Eidelstedt – Quickborn – Ulzburg Süd (Südabschnitt AKN-Stammstrecke)                                                                                             | Eidelstedt – Eidelstedt Zentrum – Hörgensweg – Schnelsen – Burgwedel – Bönningstedt – Hasloh – Quickborn Süd – Quickborn – Ellerau – Tanneneck – Ulzburg Süd |
|       |       | 56,953 km | Norderstedt Mitte – Ulzburg Süd – Henstedt-Ulzburg – Kaltenkirchen – Bad Bramstedt – Neumünster (Alsternordbahn, im Auftrag der VGN, und Nordabschnitt AKN-Stammstrecke) | Norderstedt Mitte – Moorbekhalle – Friedrichsgabe – Quickborner Straße – Haslohfurth – Meeschensee – Ulzburg Süd – Henstedt-Ulzburg – Kaltenkirchen Süd – Kaltenkirchen – Holstentherme – dodenhof – Nützen – Lentföhrden – Bad Bramstedt Kurhaus – Bad Bramstedt – Wiemersdorf – Großenaspe – Boostedt [– Neumünster Süd – Neumünster, nicht im HVV] |
|       |       | 24,489 km | Elmshorn – Barmstedt – Ulzburg Süd (westlicher Teil der ehemaligen EBOE)                                                                                                 | Elmshorn – Langenmoor – Sparrieshoop – Bokholt – Voßloch – Barmstedt Brunnenstraße – Barmstedt – Langeln – Alveslohe – Henstedt-Ulzburg – Ulzburg Süd |

Im Zuge der Bahnreform ab Mitte der 1990er Jahre beteiligte sich die AKN erfolgreich auch an den Ausschreibungen um den Betrieb auf anderen Strecken, die teilweise vorher von der Deutschen Bahn betrieben wurden.
Seit dem 15. Dezember 2002 fährt die Nordbahn, ein Tochterunternehmen der AKN Eisenbahn GmbH und der Hamburger Hochbahn AG (HHA), auf der von Neumünster bis Bad Segeberg reaktivierten Strecke Neumünster – Bad Oldesloe (Regionalbahn-Linie RB 82).
Vom 14. Dezember 2003 bis zum 10. Dezember 2011 betrieb die Schleswig-Holstein-Bahn, eine 100-prozentiges Tochterunternehmen der AKN, den Personenverkehr auf den Strecken Neumünster – Heide und Heide – Büsum mit durchgehenden Zügen. Zuvor fuhren AKN-Züge im Personenverkehr schon bis Heide. Seit dem 11. Dezember 2011 wird diese Strecke nach erneuter Ausschreibung ebenfalls von der Nordbahn betrieben.
Ab dem 12. Dezember 2004 fuhren Züge der Linie A 1 montags bis freitags zweimal morgens und sonnabends dreimal morgens/vormittags sowie werktags abends ab 19:40 Uhr bis zum Betriebsschluss im 40-Minuten-Takt über Eidelstedt hinaus bis zum Hamburger Hauptbahnhof und zurück, wobei sie die S-Bahn-Gleise und deren Antriebsenergie für ihre VTA-Zweikrafttriebwagen aus der seitlichen Stromschiene ab Eidelstedt auf ihrem Weg über Stellingen, Langenfelde, Diebsteich, Holstenstraße, Sternschanze und Dammtor bis zum Hauptbahnhof nutzten. Die drei Züge am Samstagvormittag fuhren ohne Fahrgäste weiter bis Hasselbrook und wurden bis zum Abend auf dem dortigen Kehrgleis abgestellt. Zum 13. Dezember 2009 wurde das abendliche Fahrtenangebot zum Hauptbahnhof aufgegeben, lediglich die beiden morgendlichen Durchfahrten werktags wurden beibehalten. Mit Beginn der Ausbauarbeiten der Strecke Eidelstedt – Kaltenkirchen wurden in der 1. Ausbaustufe zwischen Burgwedel und Ellerau die zwei morgendlichen Züge, die zum Hauptbahnhof fuhren, ab Burgwedel eingesetzt.
Seit Dezember 2005 fahren zusätzliche Züge der Linie A 2 (wie früher) morgens und nachmittags über Ulzburg Süd hinaus weiter bis Kaltenkirchen. Seit Dezember 2021 fahren auf der Linie A 1 Südabschnitt (Kaltenkirchen – Eidelstedt) und auf der A 2 am Wochenende die Züge im Stunden-Takt durch die ganze Nacht.
Zudem wurde sonn- und feiertags auf dem Nordabschnitt (Kaltenkirchen – Neumünster) ein gerader Stunden-Takt (alle 60 Minuten statt 40- und 80-Minuten-Takt) eingeführt und auf dem Südabschnitt (Kaltenkirchen – Eidelstedt) und auf der A 2 am Sonntag ein 30-Minuten-Takt statt einem 40-Minuten-Takt.
Außerdem wurde sonntags auf der Linie A 3 zwischen Ulzburg Süd und Barmstedt ein 60-Minuten-Takt eingeführt (vorher alle zwei Stunden). Am Samstag nach 18 Uhr bis zum Betriebsschluss wurde der Takt ebenfalls von zwei Stunden auf einen 1-Stunden-Takt verbessert.
Zum 20. August 2023 wurde die A 1 auf den Abschnitt südwestlich von Ulzburg Süd verkürzt, während der nördliche Streckenabschnitt seitdem von der A 2 befahren wird. Damit wird das Liniennetz für die Erweiterung der S-Bahn Hamburg nach Kaltenkirchen vorbereitet.
Im März 2024 wurde aufgrund von Personalengpässen samstags auf der A2 ein 30-Minuten-Takt wie am Sonntag eingeführt, sowie Verstärkerfahrten bis zum Bahnhof dodenhof, um den Betrieb stabiler zu machen, damit es nicht mehr zu Ausfällen kommt. Zudem wurde von März 2024 bis Mitte Dezember 2024 die Nachtfahrten am Wochenende auf der A1 und A2 gestrichen. Für die A1 wurde ein Ersatzverkehr von Hamburg-Eidelstedt bis Kaltenkirchen durchgeführt. Fahrgäste der A2 sollten zwischen Ulzburg Süd und Norderstedt Mitte auf die Buslinie 293 ausweichen, die nachts bis auf einige Teilstücke parallel zur A2 fährt. Die 30-Minuten-Takt-Maßnahme am Samstag sollte nur bis Dezember 2024 dauern, danach sollte wieder zum 20-Minuten-Takt zurückgekehrt werden. Das Land Schleswig-Holstein kündigte Mitte 2024 jedoch wegen fehlender Mittel grundsätzliche Angebotskürzungen an. Der 30-Minuten-Takt samstags auf der A2 soll fortgeführt werden, außerdem wird bei der A1 am Samstag ein 30-Minuten-Takt eingeführt.

## Ausbau und Beschleunigung
Die Fahrzeiten der AKN sind für viele Relationen zumindest außerhalb der Hauptverkehrszeiten nicht konkurrenzfähig mit dem MIV. Wesentliche Gründe hierfür sind
- die fehlende Durchbindung von Neumünster nach Kiel und von Eidelstedt in die Hamburger Innenstadt
- die fehlende Durchbindung der Linie A3 von Henstedt-Ulzburg nach Elmshorn für Reisende und Pendler nach Hamburg
- fehlende Ausweichstellen auf eingleisigen Streckenabschnitten, um den Takt verdichten zu können
- die auf lediglich 100 km/h ausgelegten Strecken
- die auf lediglich 88 bis 105 km/h ausgelegte Höchstgeschwindigkeit der Fahrzeuge

So beträgt beispielsweise die Fahrzeit zwischen Henstedt-Ulzburg und Kiel durchschnittlich 87 Minuten, zwischen Bad Bramstedt und Hamburg Hbf etwa 75 Minuten. Um die Situation zu verbessern, wurden mehrere Konzepte entwickelt. Zu den erwogenen Maßnahmen zählen unter anderem der Ausbau der AKN-Strecken für höhere Geschwindigkeiten, die Einrichtung von Expresslinien mit reduzierter Anzahl von Zwischenhalten oder der Bau einer Verbindungsstrecke zur Flughafen-S-Bahn Hamburg.
Der Bau einer Verbindungsstrecke zum Flughafen wird von der schleswig-holsteinischen Landesregierung aufgrund des erheblichen Kostenaufwandes von mindestens 150 Millionen Euro nicht unterstützt. Das Land konzentriert sich stattdessen auf den Ausbau der bestehenden Trasse der AKN zwischen Eidelstedt, Quickborn und Kaltenkirchen für den Betrieb durch die S-Bahn Hamburg (s. u.).

### Ausbau der Strecke Eidelstedt – Kaltenkirchen für den S-Bahn-Betrieb
Die Strecke sollte ursprünglich durch die Linie S21 bedient werden, weshalb sich ältere Quellen auf diese Linie beziehen.

Strecke der bisherigen A1 als cyanblaue Linie S5 im Zielnetz der S-Bahn Hamburg für den Horizont 2030 (Planungsstand 2023)

Die S-Bahn Hamburg wird den Betrieb auf der Strecke der AKN zwischen Eidelstedt und Ulzburg Süd übernehmen und über die anschließende, im Mischverkehr mit der AKN bediente Strecke bis Kaltenkirchen weiterverkehren, wodurch eine umsteigefreie Verbindung von Kaltenkirchen bis zum Hamburger Hauptbf und in den Süderelberaum entsteht. Die insgesamt rund 30 Kilometer lange Strecke zwischen Eidelstedt und Kaltenkirchen wird hierfür vollständig über Oberleitung elektrifiziert und mit Ausnahme des weiterhin eingleisigen Abschnitts zwischen Ellerau und Tanneneck vollständig zweigleisig ausgebaut. Weiterhin wird zwischen den bestehenden Haltepunkten Hörgensweg und Schnelsen die neue Station Schnelsen Süd eingerichtet.
Die Bahnsteige der vorhandenen Stationen werden von bislang überwiegend 110 m auf rund 140 m verlängert, um von sechsteiligen Vollzügen der S-Bahn bedient werden zu können. Die Bahnsteige der künftig ausschließlich von der S-Bahn bedienten Stationen werden vollständig auf die im S-Bahn-Netz übliche Höhe von 96 cm erhöht, um einen barrierefreien Zugang entlang des gesamten Bahnsteigs zu ermöglichen. An den im Mischbetrieb mit der AKN bedienten Stationen werden die Enden der Bahnsteige auf 96 cm erhöht, um am jeweils ersten Wagen eines S-Bahn-Zuges bzw. bei Vollzügen am ersten und letzten Wagen einen barrierefreien Einstieg zu ermöglichen, während die Züge der AKN im niedrigeren mittleren Bahnsteigabschnitt halten und so ihrerseits barrierefrei zugänglich sind.
Die Strecke soll durch die Linie S5 bedient werden, die im Rahmen der Neustrukturierung des S-Bahn-Netzes zum 10. Dezember 2023 eingeführt wurde und zunächst auf der Relation Elbgaustraße – Verbindungsbahn – Stade verkehrt. Für die Übernahme der Strecke nach Kaltenkirchen soll die S5 in Eidelstedt aus dem S-Bahn-Netz ausgefädelt werden. Die Strecke soll tagsüber durchgehend im 20-Minuten-Takt bedient werden, der in den Hauptverkehrszeiten zwischen Eidelstedt und Quickborn auf den im S-Bahn-Netz üblichen 10-Minuten-Takt verdichtet werden soll.
Die vorbereitenden Baumaßnahmen an der Strecke begannen am 1. Dezember 2022, die Hauptbauarbeiten wurden am 16. Januar 2023 aufgenommen. Die Inbetriebnahme ist für Ende 2028 anvisiert.
Die Kosten für Strecken- und Stationsausbau werden mit Stand September 2020 auf 120 Millionen Euro geschätzt.
In Vorbereitung zum S-Bahn-Betrieb auf der Strecke wurde bis 2013 bereits der Abschnitt zwischen der Halstenbeker Straße und der Landesgrenze nahe dem Haltepunkt Burgwedel ausgebaut. Die AKN forderte bereits in der Vergangenheit die Einrichtung einer ganztägigen umsteigefreien Verbindung von Eidelstedt bis zum Hamburger Hauptbahnhof, scheiterte dabei jedoch an den Betriebskosten und den beschränkten Trassenkapazitäten, wenn sie als weitere Linie in das Netz der S-Bahn hätte eingebunden werden sollen.

## Güterverkehr

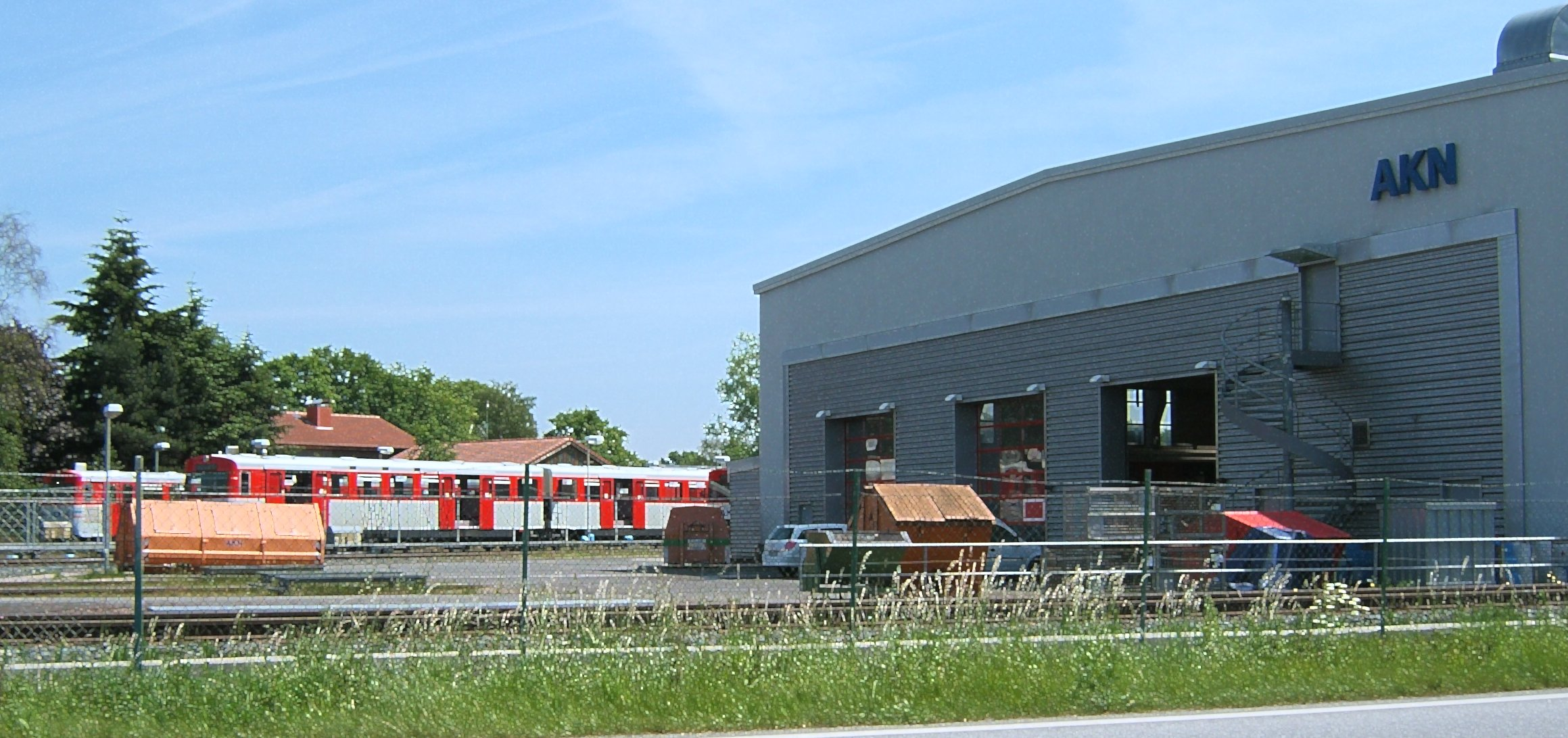
AKN-Werkstatt Kaltenkirchen, in der gelegentlich auch S-Bahn-Wagen gewartet werden

Im südlichen Schleswig-Holstein und östlichen Hamburg betrieb die AKN den Güterverkehr auf den verbliebenen Strecken der ehemaligen Südstormarnschen Kreisbahn, Billwerder Industriebahn und Bergedorf-Geesthachter Eisenbahn (BGE).
Im Norden wurde vor allem die Strecke von Hamburg-Langenfelde Gbf nach Neumünster Süd regelmäßig befahren, die Strecke von Henstedt-Ulzburg nach Barmstedt bei Bedarf. Im Süden wurden das Industriegebiet Hamburg-Billbrook und die Strecken Tiefstack–Glinde sowie Bergedorf–Geesthacht bedient. Sechs Diesellokomotiven waren im Einsatz.
Zum 31. Dezember 2010 wurde der Güterverkehr eingestellt und die Lokomotiven bis auf eine (V 2.017) verkauft.

## Fahrzeuge

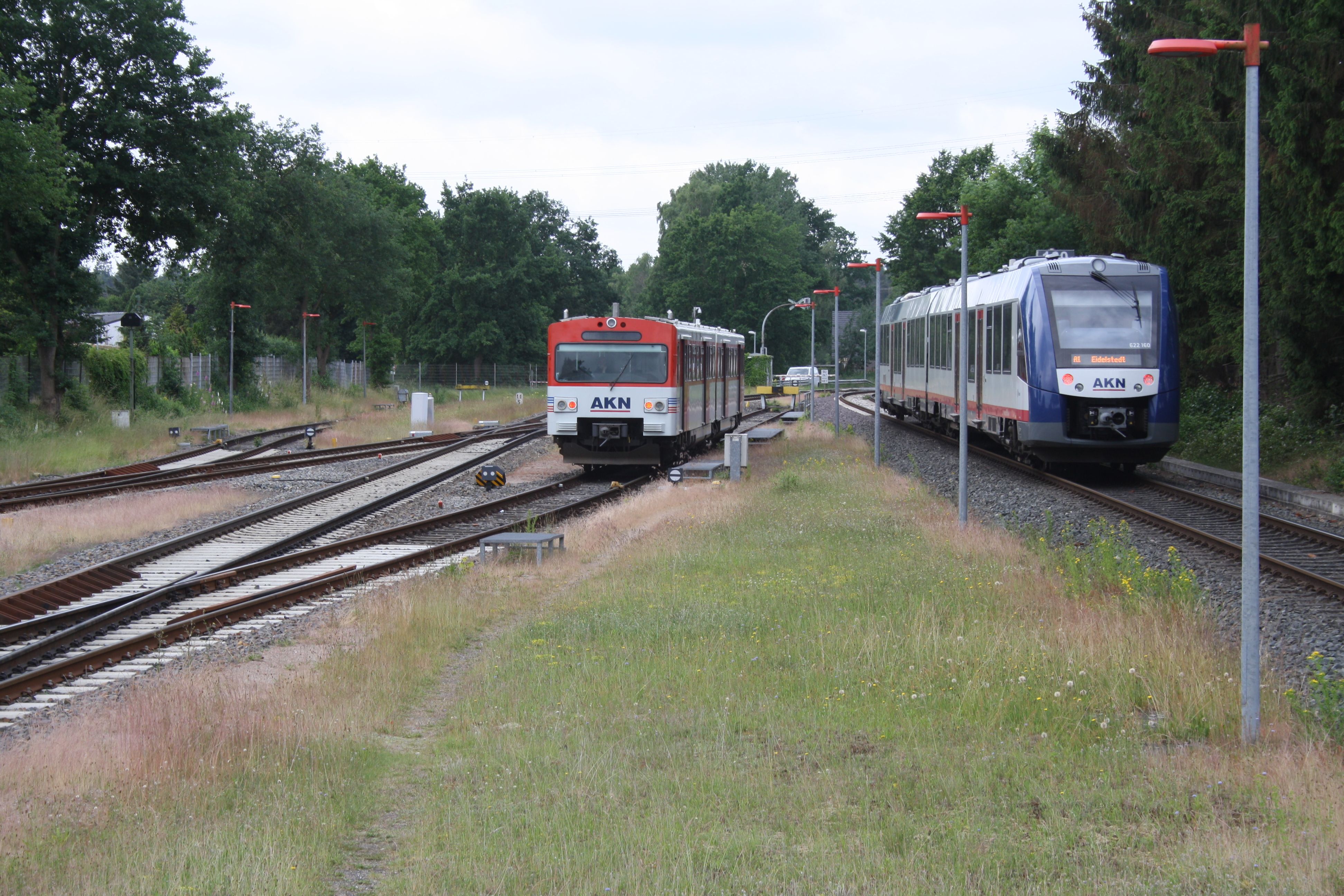
VTA und LINT 54 in Ulzburg Süd

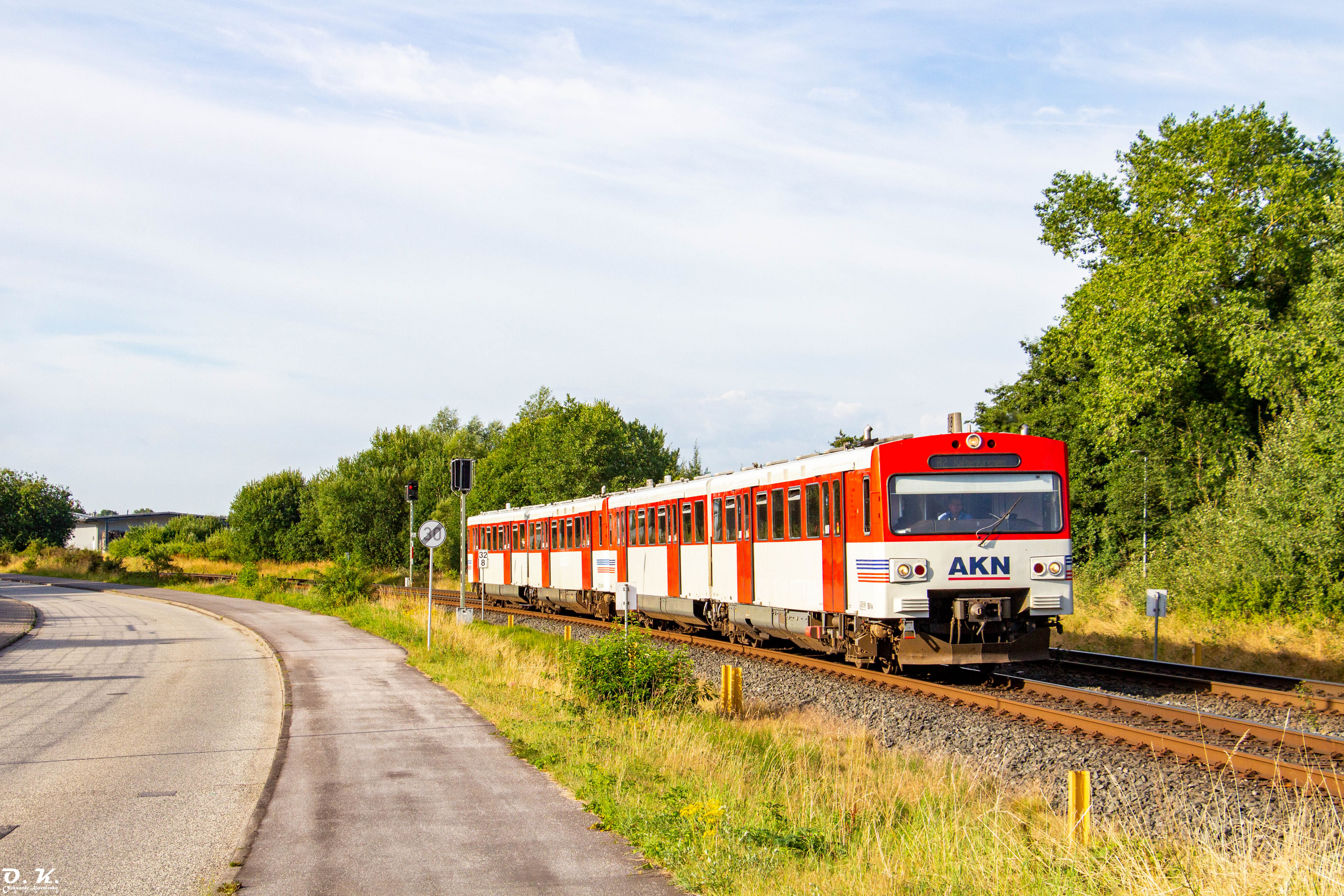
AKN 2.68 vom Typ VTA

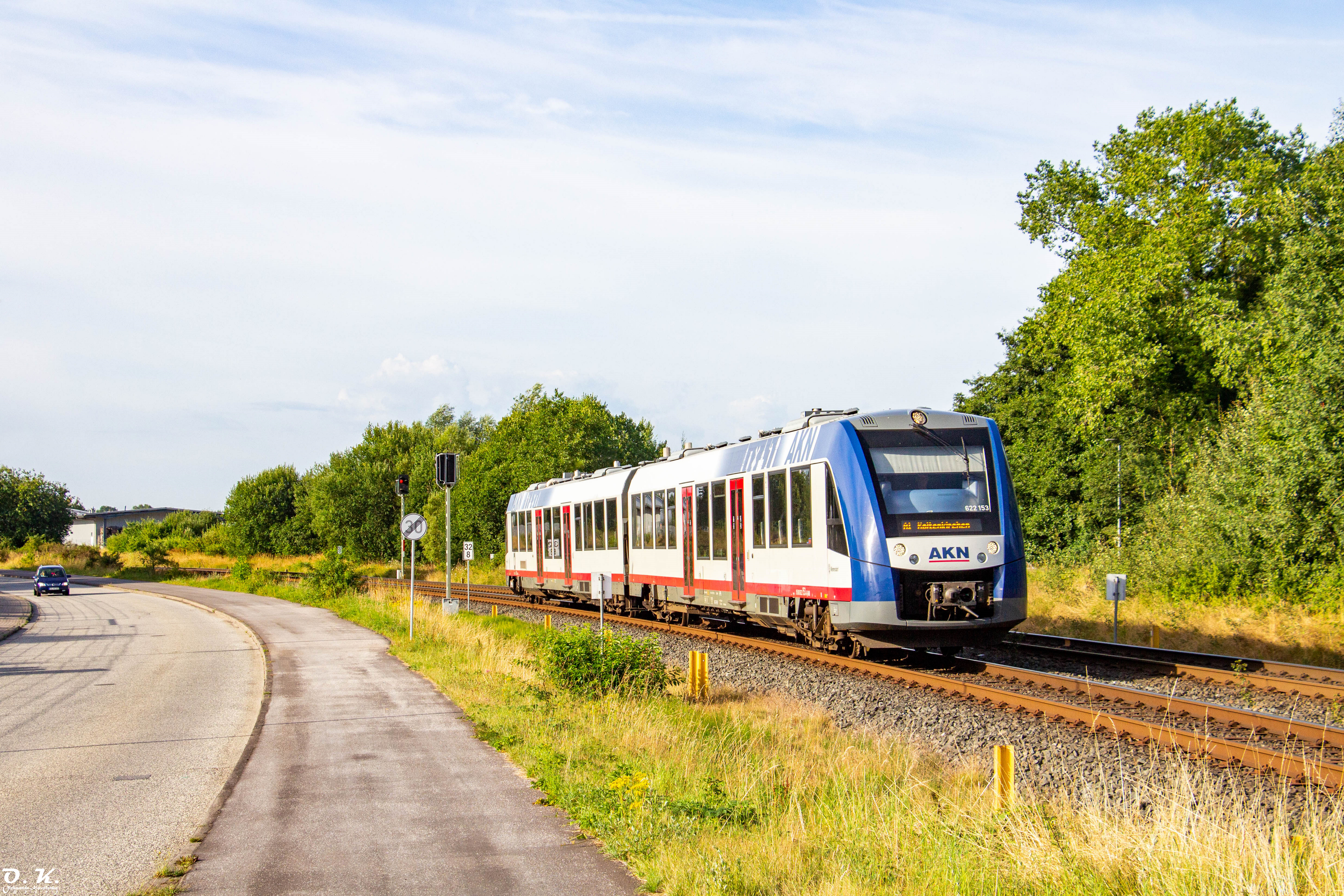
AKN 622 153 vom Typ LINT 54

Die AKN setzt im Personenverkehr zweiteilige Triebwagen LHB VTA mit dieselelektrischem Antrieb und LINT 54 ein. 1993 wurden 18 Fahrzeuge des Typs VTA mit Asynchronmotoren beschafft. Vier Triebwagen davon gehören der Verkehrsgesellschaft Norderstedt (VGN). Acht Triebwagen des Typs VTA wurden mit Stromabnehmern an den Drehgestellen nachgerüstet; sie fahren seit 2004 auf dem Abschnitt Eidelstedt – Hamburg Hauptbahnhof der S-Bahn Hamburg rein elektrisch mit Stromaufnahme über die seitlichen Stromschienen. 2015 erneuerte das Unternehmen seinen Fahrzeugbestand durch die Beschaffung von 14 neuen Triebzügen des Typs LINT mit einer Länge von je 54 Metern, die 15 Fahrzeuge des Typs VT 2E aus den 1970er Jahren ersetzten. Jeder neue Triebwagen trägt den Namen und Wappen einer der 14 Anliegerkommunen entlang der ehemaligen Linie A1.
Für den Güterverkehr besaß die AKN mehrere Dieselloks. Eine letzte MaK G 1100 BB mit der Nummer V 2.017 befand sich für Bauzugdienste im Jahr 2021 noch im Bestand.

### Ehemalige Fahrzeuge

#### Dampflokomotiven
Der Verkehr wurde mit fünf zweiachsigen vollverkleideten Trambahnlokomotiven von Henschel aufgenommen, die eine Mittelpufferkupplung besaßen. Mit Verlängerung der Strecke wurden auch normale dreiachsige Dampflokomotiven beschafft, die über die bei der Staatsbahn üblichen Zug- und Stoßvorrichtungen verfügten, die ersten drei, ebenfalls von Henschel, verfügten aber noch wegen des Fahrens auf Straßen über ein verkleidetes Triebwerk. Mit wachsendem Verkehr wurden immer stärkere Lokomotiven beschafft, vierfach gekuppelte erstmals Anfang der 1920er Jahre. 1947 wurden drei gebrauchte preußische T 13.1 beschafft. Die Dampflokomotiven wurden alle bis Mitte der 1950er Jahre ausgemustert und verkauft.

#### Diesellokomotiven

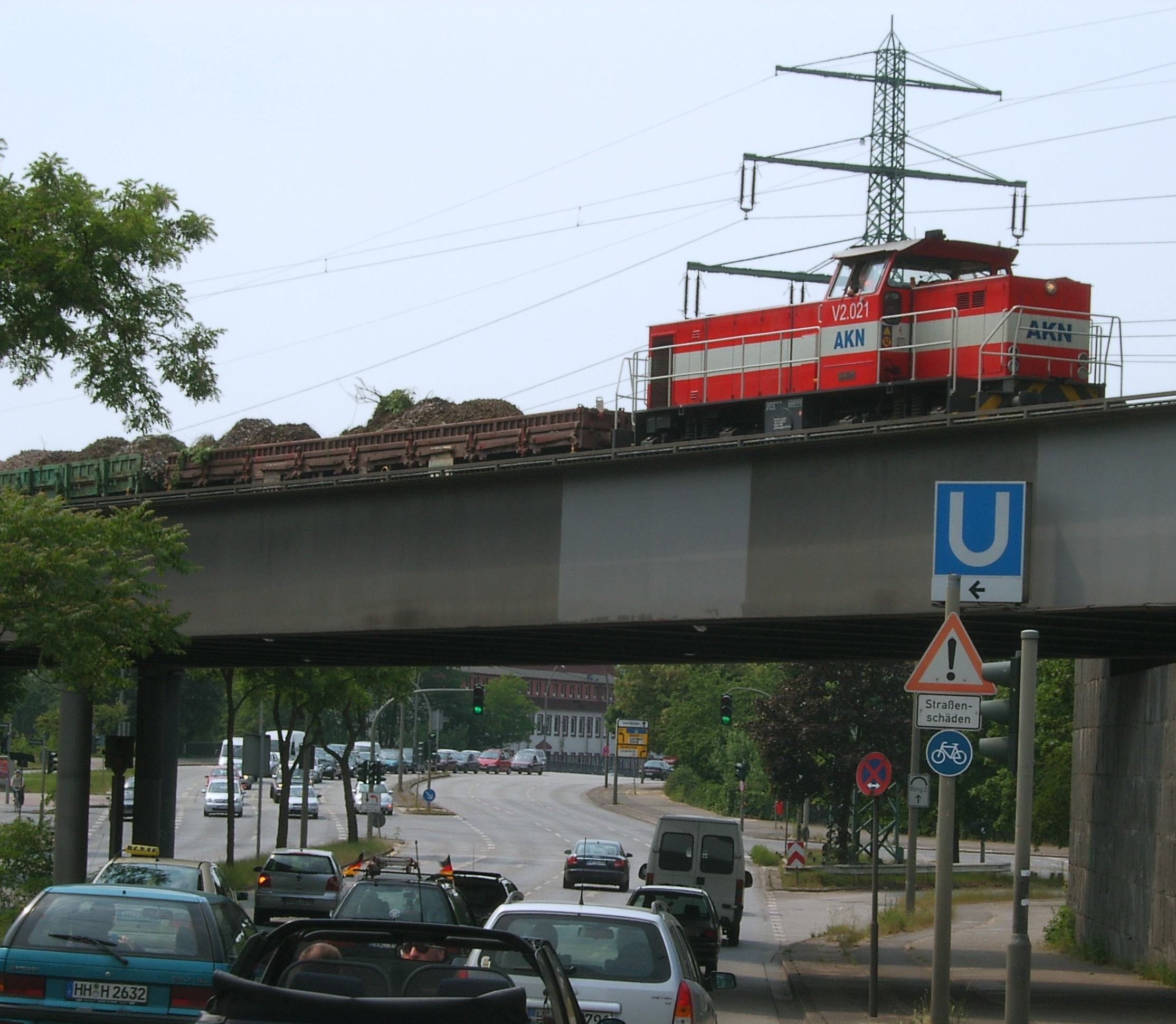
Diesellok der AKN bei Gleisbauarbeiten auf der Hamburger Güterumgehungsbahn

Die erste Diesellokomotive war eine 1947 von der Kleinbahn des Kreises Ostprignitz erworbene 1935 gebaute zweiachsige Diesellok der DWK (V 11, später V 2.011), im Folgejahr beschaffte man eine weitere der V 36 ähnliche Lokomotive von Deutz (V 1, später V 2.001), die jedoch schon 1967 abgestellt wurde.
Es folgten Mitte der 1950er Jahre mehrere MaK-Stangenlokomotiven, zuerst drei MaK 600 D in den Jahren 1953/1954 (V 2–4, später V 2.002–004). Im Jahr 1956 erhielt der Fahrzeugbestand weiteren Zuwachs in Form einer Deutz A4M 220 R (V 5, später V 2.005), einer echten V 36 sowie eines weiteren Deutz-Nachbau-Typs (V 6–7 bzw. V 2.006–007), zweier MaK 240 B (V 8–9, später V 2.008–009), und einer MaK 400 C (V 10, später V 2.010), die über die VHH den Weg zur AKN gefunden hatten. Von der EBO erhielt die AKN außerdem schon 1969 eine weitere MaK 600 D, die die Nummer V 2.001 in Zweitbesetzung erhielt, und bereits 1973 nach einem Unfall abgestellt wurde.
Die erste Großdiesellok wurde 1964 in Form einer Deutz DG 1200 BBM (V 2.012) bezogen, zwei weitere vom etwas schwächer motorisierten Typ DG 1000 BBM (V 2.014–015) folgten 1968, eine weitere DG 1000 BBM wurde 1974 von der EBO unter der Nummer V 2.013 übernommen, die zwischenzeitlich schon eine angemietete Deutz MG 530 C getragen hatte. Alle vier Deutz-Großdiesellokomotiven wurden 1995/1996 an die Karsdorfer Eisenbahngesellschaft verkauft.
Von ursprünglich vier 1970/1971 beschafften MaK G 1100 BB wurden drei (V 2.016, V 2.018 und V 2.019) in den Jahren 2004 und 2006 nach Italien verkauft, die vierte (V 2.017) befindet sich noch bei der AKN im Einsatz. Einen Außenseiter im ansonsten von den zwei Herstellern Deutz und MaK dominierten Fahrzeugpark stellte die 1974 beschafften V 2.020, eine Henschel DHG 700 C, dar, die bereits 1983 verkauft wurde. Die später beschafften Lokomotiven wurden allesamt im Jahr 2010 an die Firma Northrail verkauft. Es handelt sich dabei um vier MaK DE 1002, von denen eine (V 2.021) fabrikneu im Jahr 1985, eine andere (V 2.022) im Jahr 1995 von der Teutoburger Wald-Eisenbahn übernommen und die beiden übrigen (V 2.023 und V 2.024) 2002 von der Dortmunder Eisenbahn gekauft wurden.

#### Triebwagen

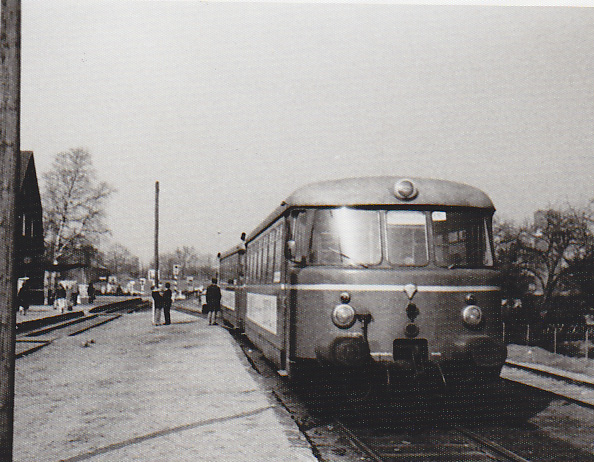
MAN-Triebwagenzug der AKN im März 1975

1930 erhielt die AKN die ersten drei Triebwagen T1–T3. Es waren vierachsige Fahrzeuge mit 81-kW-Ottomotoren, die von der Triebwagenbau Kiel (TAG) gebaut waren. Auf Grund der guten Erfahrungen wurde 1934 ein vierter Triebwagen beschafft, dieses Mal von den Linke-Hofmann-Werken und mit dieselelektrischem Antrieb. 1940 folgte ein weiterer Triebwagen der gleichen Firma, aufgrund der Treibstoffeinschränkungen war ein regelmäßiger Triebwagenbetrieb aber nicht mehr möglich.
Nach dem Zweiten Weltkrieg wurden 1951 zwei Esslinger Triebwagen beschafft, 1955 ein weiterer und zwei Steuerwagen, 1953 wurden zwei Esslinger Triebwagen der Bergedorf-Geesthachter Eisenbahn (BGE) übernommen.
Jahrelang war die AKN eine Hochburg der MAN-Schienenbusse in Norddeutschland, von denen 1956 zwei (VT 11 und 12) und 1963 acht weitere Exemplare (VT 2.13 bis 2.20) angeschafft worden waren, zwei weitere fuhren bei der verbundenen Alsternordbahn. 1969 wurden zwei weitere Triebwagen (VT 2.09 und 2.10) gebraucht gekauft. Außerdem waren sieben dazugehörige MAN-Steuerwagen in Betrieb. Die letzten MAN-Schienenbusse fuhren Ende Mai 1993 bei AKN und ANB, seitdem werden bei der ANB / A 2 die neuen dieselelektrischen Doppeltriebwagen VTA eingesetzt.
1969 wurden vier gebrauchte Uerdinger Schienenbusse gekauft, 1981 kamen durch die Übernahme der benachbarten Elmshorn-Barmstedt-Oldesloer Eisenbahn (EBOE, auch: EBO) noch sieben dieser Fahrzeuge hinzu, von denen zwei betriebsfähig sind und für Sonderverkehre eingesetzt werden. Mit der Beschaffung der neuen VTA-Triebwagen 1993 wurden die übrigen Schienenbusse überflüssig.
1976 wurden 16 Doppeltriebwagen mit der Bezeichnung VT 2E in Dienst gestellt, die 2015/2016 ausgemustert und bis auf fünf Exemplare verschrottet wurden.

#### Wagen
Die AKN besaß bis zu 34 Personenwagen, sieben Packwagen, davon drei mit Postabteil, und 120 Güterwagen, darunter sieben Milchwagen.

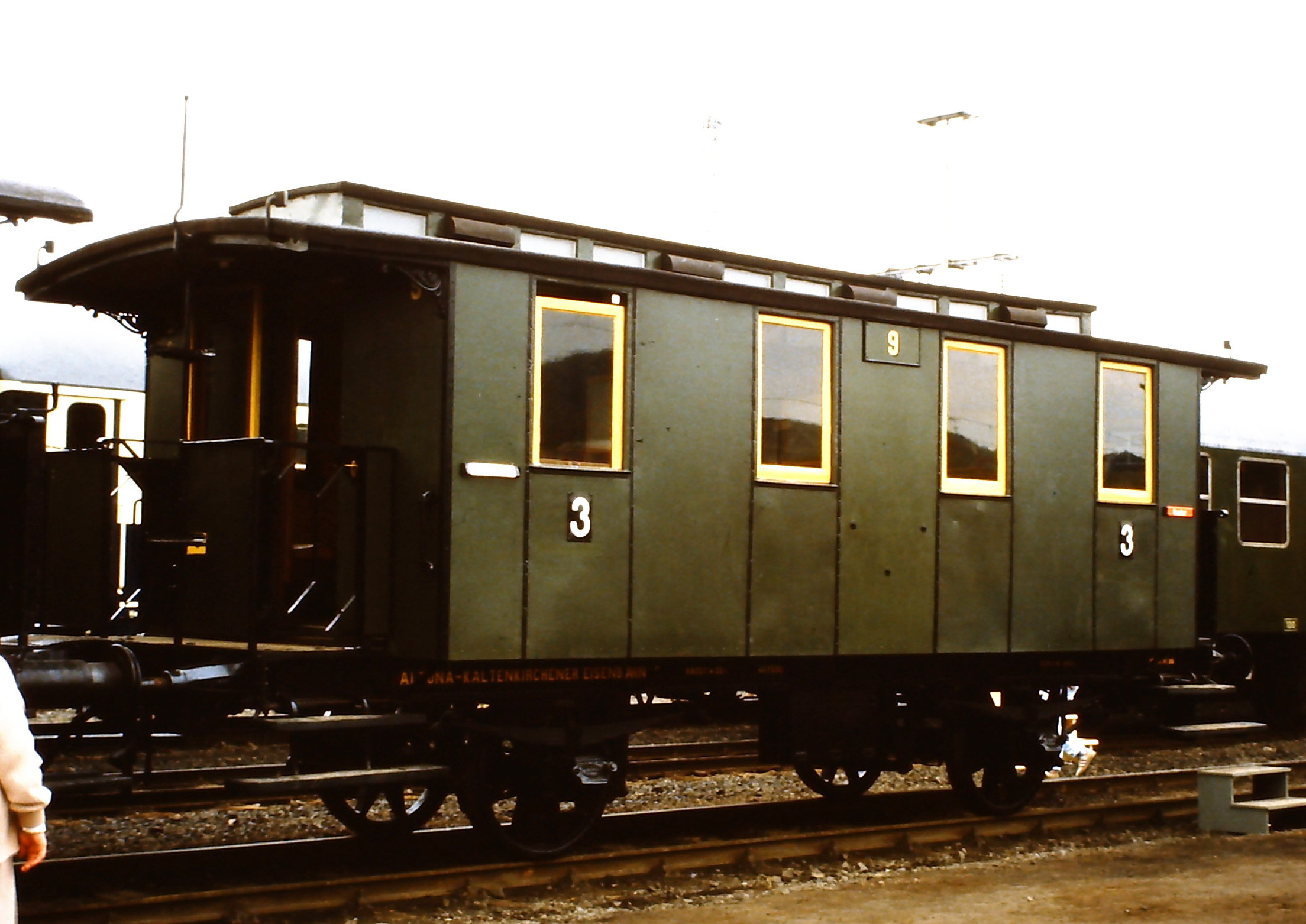
Plattformwagen Nr. 9
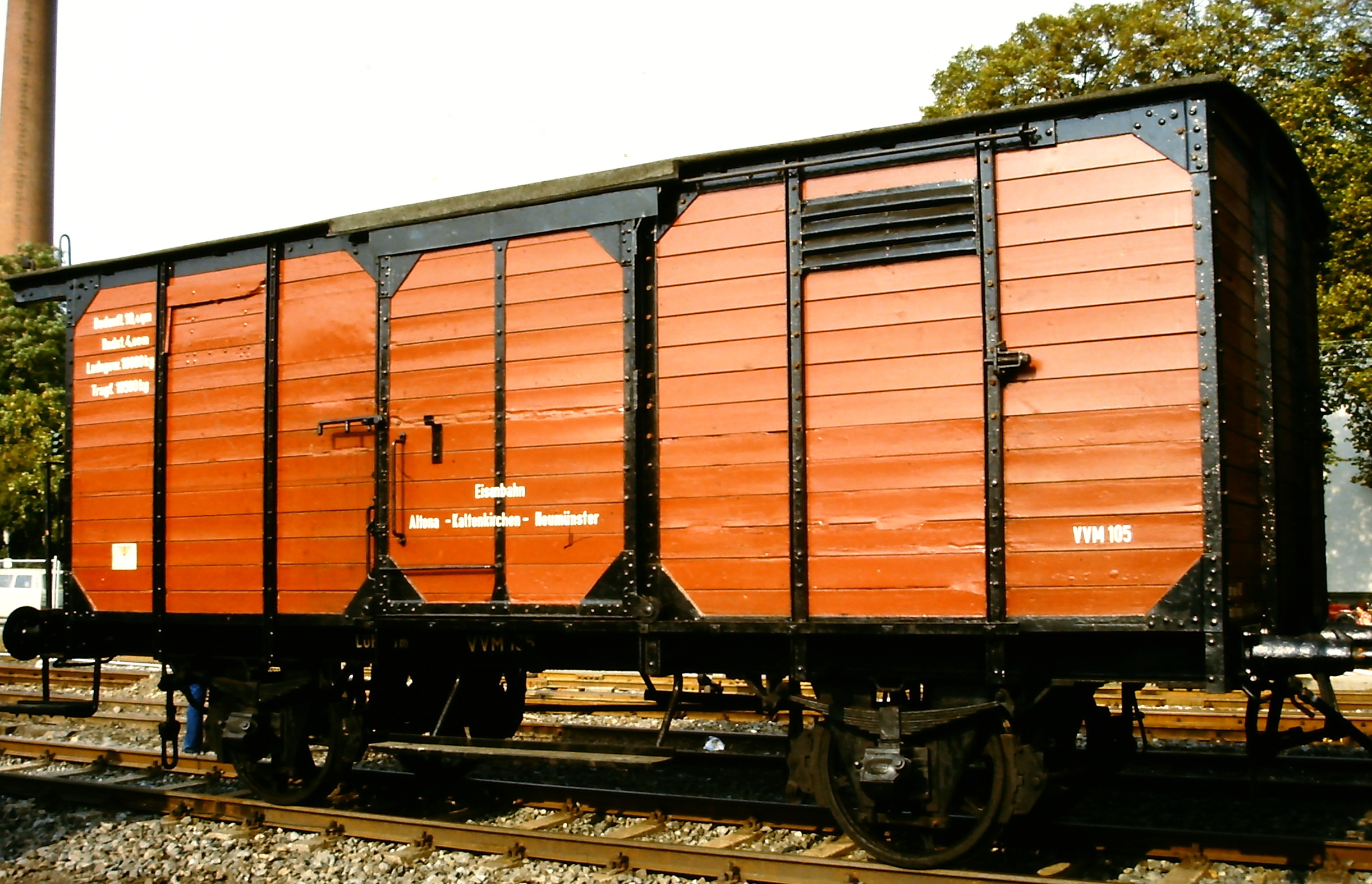
Gedeckter Güterwaggon